# آيت سيبرن العرب (آيت سيبرن)
آيت سيبرن العرب هي إحدى مشيخات المملكة المغربية، تتبع جغرافيا لإقليم الخميسات وإداريًا لآيت سيبرن. يقدر عدد سكانها بـ 2669 نسمة حسب الإحصاء الرسمي للسكان والسكنى لسنة 2004.